# Kurt von Sury
Kurt von Sury (* 20. November 1882 in Basel; † 27. August 1977) war ein Schweizer Mediziner und Freimaurer.

## Leben
Kurt von Sury war Sohn des Gerichtsmediziners Ernst von Sury, er entstammte einer Solothurner Patrizierfamilie. Er studierte Medizin in Basel, Berlin und Wien und promovierte bei Eduard Kaufmann mit einer Arbeit über Polyserositis. Von 1907 bis 1910 arbeitete er als Lektor für Gerichtsmedizin in Wien. Anschliessend eröffnete er eine Allgemeinpraxis in Basel und gründete 1911 die erste Tuberkulosefürsorgestelle der Stadt, deren Leitung er bis 1952 innehatte.
Von Sury war zusätzlich als Gerichtsmediziner im Kanton Baselland tätig und hielt vertretungsweise Vorlesungen an der Universität Basel, wobei ihm eine Habilitation 1917 verweigert wurde. Sein wachsendes Interesse an psychologischen Themen führte 1933 zur Gründung des Psychologischen Clubs, der 1945 in Psychologische Gesellschaft Basel umbenannt wurde. Von 1933 bis 1951 war er deren Präsident und wurde später zum Ehrenpräsidenten ernannt.
Von Sury veröffentlichte 1951 das Wörterbuch der Psychologie und ihrer Grenzgebiete, das in psychiatrischen Kreisen Anerkennung fand. Das Wörterbuch erschien in drei Auflagen im Schwabe Verlag (1951, 1958 und 1967); die 4. Auflage erschien 1974 im Walter Verlag. Am Wörterbuch wirkten unter anderem Willy Canziani, Hans Bender und Benno Dukor mit.
Seine 1945 erschienene Schrift Psychologische Aspekte der abendländischen Kulturpolitik betonte die Notwendigkeit eines Gesinnungswandels für eine höhere Menschlichkeit nach dem Zweiten Weltkrieg.
Neben seiner medizinischen und psychologischen Arbeit engagierte er sich für die Musik und die Freimaurerbewegung (in der Loge Zur Freundschaft und Beständigkeit). Er war Präsident und Ehrenpräsident der Universellen Liga der Freimaurer (Ligue Universelle de Francs-Maçons) sowie Grossmeister und Ehren-Grossmeister der Schweizerische Grossloge Alpina.

## Schriften (Auswahl)
- Beitrag zur Kenntnis der totalen, einfach entzündlichen Magenschrumpfung und der fibrösen Polyserositis (Zuckerguss). Dissertation. In: Archiv für Verdauungskrankheiten, 1907, 13 (1), S. 1–34. doi:10.1159/000189722
- Der praktische Arzt als gerichtlich-medizinischer Begutachter. Benno Schwabe, Basel 1912. OCLC 493240047
- Freimaurerische Zeitpostulate. 1944. 5 Seiten. OCLC 759005975
- Psychologische Aspekte der abendländischen Kulturpolitik. In: Schweizerische Zeitschrift für Psychologie. IV, 1945, S. 227–237. OCLC 603418401
- Wörterbuch der Psychologie und ihrer Grenzgebiete.

1. Auflage: Benno Schwabe, Basel 1951. 236 Seiten. OCLC 488463904 OCLC 878377157
Rezension: Wilhelm Hansen: Sury, Kurt von: Wörterbuch der Psychologie und ihrer Grenzgebiete. Rezension in: Vierteljahrsschrift für wissenschaftliche Pädagogik, 28(4), 1952, S. 311. doi:10.30965/25890581-02804022
2. Auflage: Schwabe, Basel/Stuttgart 1958. 468 Seiten. OCLC 601008968
3. Auflage: Schwabe, Basel/Stuttgart, 1967. 324 Seiten. OCLC 1415143675
Rezension in: Zeitschrift für Tierpsychologie, 26, Januar-Dezember 1969, S. 629. doi:10.1111/j.1439-0310.1969.tb01966.x
4. Auflage: Walter, Olten/Freiburg, 1974. 404 Seiten. ISBN 978-3-530-86950-7
- Als Herausgeber: Die Universelle Freimaurerliga. Verlagsdruckerei Holzinger & Co, Stuttgart 1955. 23 Seiten. OCLC 1393562393
- Mit Louis-Claude Villard u. a.: Ligue Universelle des Francs-maçons. Ligue universelle des francs-maçons Section française, Paris(7, Rue Saulnier, 9e), 1955. 15 Seiten. OCLC 972645646